# 타르노브제크군

포트카르파츠키에주 지도에 표시된 타르노브제크군의 위치

타르노브제크군(폴란드어: powiat tarnobrzeski)은 폴란드 포트카르파츠키에주에 위치한 군으로 면적은 520.02km2, 인구는 53,115명(2019년 기준), 인구 밀도는 100명/km2이다. 군청 소재지는 타르노브제크이지만 타르노브제크군에 속하지 않고 별도의 도시군으로 존재한다.
북쪽으로는 시비엥토크시스키에주 산도미에시군, 동쪽으로는 스탈로바볼라군, 남쪽으로는 콜부쇼바군, 미엘레츠군, 서쪽으로는 시비엥토크시스키에주 스타슈프군과 접한다. 4개 지방 자치체(2개 도시형 농촌, 2개 농촌)를 관할한다.

군기
군 문장